# Lomy (Kokašice)
Lomy (německy Lohm) jsou malá vesnice, část obce Kokašice v okrese Tachov v Plzeňském kraji. Nachází se asi dva kilometry jižně od Kokašic. Lomy leží v katastrálním území Lomy u Domaslavi o rozloze 3,82 km².

## Historie
První písemná zmínka o Lomech pochází z roku 1342, kdy Bohuslav ze Švamberka věnoval vesnici a další majetek v Domaslavi a Krasíkově řádu augustiniánů.

## Obyvatelstvo
Při sčítání lidu v roce 1921 zde žilo 190 obyvatel (z toho 97 mužů) německé národnosti a římskokatolického vyznání. Podle sčítání lidu z roku 1930 měla vesnice 172 obyvatel: 171 Němců a jednoho cizince. Kromě jednoho evangelíka se ostatní hlásili k římskokatolické církvi.
| Rok            | 1869 | 1880 | 1890 | 1900 | 1910 | 1921 | 1930 | 1950 | 1961 | 1970 | 1980 | 1991 | 2001 | 2011 | 2021 |
| -------------- | ---- | ---- | ---- | ---- | ---- | ---- | ---- | ---- | ---- | ---- | ---- | ---- | ---- | ---- | ---- |
| Počet obyvatel | 180  | 174  | 192  | 193  | 181  | 190  | 172  | 75   | 70   | 66   | 32   | 17   | 29   | 37   | 36   |
| Počet domů     | 32   | 35   | 35   | 37   | 34   | 33   | 35   | 29   | 29   | 17   | 14   | 18   | 7    | 14   | 16   |

## Obecní správa
Při sčítání lidu v letech 1850–1879 Lomy byly osadou obce Domaslav v okrese Teplá. V letech 1880–1959 byly samostatnou obcí v okrese Teplá, v letech 1900–1930 v okrese Planá a v roce 1950 v okrese Stříbro. V letech 1960–1979 byly částí obce Kokašice v okrese Tachov. Od 1. ledna 1980 do 23. listopadu 1990 byly částí obce Konstantinovy Lázně v okrese Tachov. Od 24. listopadu 1990 jsou opět částí obce Kokašice v okrese Tachov.